# Luftschutzbunker in Innsbruck
Die Luftschutzbunker in Innsbruck wurden zum Schutz der Innsbrucker Bevölkerung vor Bombenangriffen während des Zweiten Weltkriegs errichtet.

## Geschichte
Während der NS-Zeit in Tirol bzw. Innsbruck wurden auf Anweisung von Franz Hofer, dem damaligen Gauleiter von Tirol und Vorarlberg, und der Tiroler Gauleitung viele Bunkeranlagen zum Schutz der Innsbrucker Bevölkerung vor Bombenangriffen der Alliierten auf die Stadt Innsbruck erbaut. Die meisten wurden in die Nordkette getrieben, da sich diese im Innsbrucker Stadtgebiet befindet. Viele der Anlagen konnten bis Kriegsende 1945 nicht fertiggestellt werden. Trotzdem sind bis heute in und um Innsbruck dutzende Bunkeranlagen vorhanden und das manchmal direkt unter bekannten Straßen, Wanderwegen oder sogar Wohnhäusern. In Innsbruck sind die meisten dieser Anlagen in Vergessenheit geraten und es wissen nur wenige über die Vergangenheit dieser Luftschutzanlagen. Dies birgt die Gefahr eines Tagesbruches, zudem können Bauarbeiter bei der Erbauung eines Hauses gefährdet werden.
In der Nachkriegszeit wurden einige dieser Stollen zur Champignonzucht oder auch zur Lagerung anderer Gegenstände verwendet. Der Großteil der Stollen aber wurde dem Verfall preisgegeben. Ihr Zustand verschlechtert sich zusehends.
Die Zahl dieser Anlagen, die sich in Innsbruck befinden, lässt darauf schließen, wie aufwändig die Erbauung dieser Anlagen durch Häftlinge aus dem Arbeitslager Reichenau gewesen sein muss.

## Luftschutzanlagen Innsbruck-Südliches Innufer
| Luftschutzanlagen            | Personen | Länge |
| ---------------------------- | -------- | ----- |
| Bergisel-Bierstindl          | 3850     | 976 m |
| Mentlberg-Sieglangersiedlung | 0580     | 317 m |
| Amras-Bierwirt               | 0950     | 388 m |
| Amras-Lehrerheim             | 0580     | 317 m |
| Igls-Girgl                   | 0930     | 329 m |
| Vill-Thurnbichl              | 0270     | 180 m |
| Amras-Egerdach               | 0130     | 131 m |
| Igls-Föhnegg                 | 0410     | 288 m |

## Luftschutzanlagen Innsbruck-Nördliches Innufer
| Luftschutzanlagen                                | Personen | Länge  |
| ------------------------------------------------ | -------- | ------ |
| Guggenbichl                                      | 3175     | 900 m  |
| Höttinger Au-Schererschlößl                      | 120      | 890 m  |
| Kieneschlößl                                     | 1250     | 426 m  |
| Höttinger Au-Schottergrube                       | 1290     | 400 m  |
| Neu Arzl-Bahndurchlass                           | 4000     | 1470 m |
| Hötting-Schneeburggasse/Hinterwaldnerstraße      | 0470     | 259 m  |
| Lohbachsiedlung                                  | 3175     | 900 m  |
| Hörtnaglsiedlung                                 | 0270     | 169 m  |
| Arzl-Steinbruch                                  | 0780     | 255 m  |
| Innstraße                                        | 4000     | 1470 m |
| Mühlau-Kirchbichl                                | 0225     | 105 m  |
| Hungerburg                                       | 0500     | 333 m  |
| Mühlau Hoher-Weg Flugzeug-Zellenbau - Heinkel AG | 0940     | ?      |